# After the Storm
Az After the Storm című album Monica amerikai énekesnő negyedik albuma. Az After the Storm az előző Monica-album, az All Eyez on Me átdolgozása, amely első kislemezei mérsékelt sikere és az album dalainak az internetre történt kiszivárgása miatt csak Japánban jelent meg. Az After the Stormra hat új dal és az All Eyez on Me öt dala került fel (a korlátozott példányszámú, illetve a japán kiadásra több).
Ez volt Monica első albuma, ami megjelenésekor rögtön az amerikai Billboard 200 albumslágerlista első helyén nyitott (Luther Vandross Dance with My Father című albumát váltva az első helyen; az After the Stormot Beyoncé Knowles Dangerously in Love-ja szorította le az első helyről egy hét múlva). Az USA-ban aranylemez, 2014 novemberéig körülbelül 1 070 000 példány kelt el belőle.

## Felvételek
Az All Eyez on Me korlátozott példányszámú megjelenése után a J Records megkérte Monicát, hogy új producerekkel alakítsa át az albumot. Az énekesnő 2003 januárjában kezdett dolgozni az új dalokon Missy Elliott, Spike & Jamahl, Kanye West, BAM & Ryan, Jasper DaFatso és Jazze Pha producerekkel. Elliott négy dalt írt az albumra, és felváltotta Jermaine Duprit gyártásvezető producerként. Az albumon közreműködtek DMX, Dirtbag, Busta Rhymes és Mia X rapperek, valamint Tweet és Tyrese énekesek; utóbbi az Andre „mrDEYO” Deyo által írt, Go to Bed Mad című duetten. Mýa is énekelt volna az egyik dalban, később Faith Evans került a helyére, a cím nélküli dal azonban végül nem került fel az albumra.
Az album eredetileg az All Eyez on Me címet viselte, de befejezésekor Monica úgy döntött, új címet ad neki, hogy tükrözze, ez egy személyes hangvételű album. Az After the Storm („A vihar után”) cím utal a megpróbáltatásokra, amelyeken 2000 és 2002 közt átment. „Azt akartam, hogy a személyes tanúságtételem legyen” – jelentette ki a Jet Magazine-nak. – „Szerencsésnek érzem magam, hogy mindazok után, amin keresztülmentem, még mindig itt lehetek. Meg akartam osztani az emberekkel bizonyos dolgokat, nem is annyira azt, amit átéltem, inkább azt, hogy éltem át. Erről szól az album… Ez az oka, hogy az After the Storm címet kapta.”

## Fogadtatása
Az album a 2. helyen nyitott a Billboard Top R&B/Hip-Hop Albums slágerlistán és az első helyen a hivatalos Billboard 200-on; az első héten 186 000 példány kelt el belőle (háromezerrel több, mint Luther Vandross utolsó albumából, a Dance with My Fatherből). Ezzel ez lett Monica első listavezető albuma. Végül több mint 500 000 eladott példánnyal aranylemez lett, és 2014 novemberéig az USA-ban körülbelül 1 000 000 példányban kelt el. A kanadai albumslágerlista hatodik helyén nyitott, de ezt leszámítva az Egyesült Államokon kívül nem sok slágerlistára került fel.
Az albumról négy kislemez jelent meg, bár DMX-szel felvett duettje, a Don’t Gotta Go Home is felmerült kislemezként. Az album első kislemeze, a So Gone az elmúlt évek legnagyobb sikere lett az énekes számára; a 10. helyig jutott az amerikai Billboard Hot 100 slágerlistán és egyfolytában öt hétig vezette a Hot R&B/Hip-Hop Singles & Tracks listát. A Hot R&B/Hip-Hop Singles slágerlista 2003 év végi összesített listáján a . helyre került, Amerikán kívül azonban nem aratott sikert. A következő kislemez, a Knock Knock nem került a top 50-be a Billboard Hot 100-on, a vele egyidőben megjelentetett Get It Off a 13. helyre került a Hot Dance Club Play listán. A negyedik kislemez, a 2004 közepén kiadott U Should’ve Known Better Monica újabb top 20 sikere lett.

## Számlista
| #                                  | Cím                                 | Szerzők                                                               | Hossz |
| ---------------------------------- | ----------------------------------- | --------------------------------------------------------------------- | ----- |
| 1.                                 | Intro                               | Missy Elliott, Craig Brockman                                         | 1:04  |
| 2.                                 | Get It Off (feat. Dirtbag)          | M. Elliott, Herbet Jordan, C. Brockman, Steve Standard                | 4:19  |
| 3.                                 | So Gone                             | M. Elliott, Kenneth Cunningham, Jamahl Rye, Zyah Ahmounel             | 4:02  |
| 4.                                 | U Should’ve Known Better            | Monica Arnold, Jermaine Dupri, Harold Lilly                           | 4:17  |
| 5.                                 | Don’t Gotta Go Home (feat. DMX)     | Antoine Macon, Ryan Bowser, Earl Simmons                              | 3:55  |
| 6.                                 | Knock Knock                         | M. Elliott, Kanye West, Lee Hatim                                     | 4:18  |
| 7.                                 | Breaks My Heart                     | Carsten Shack, Kenneth Karlin, Shamora Crawford                       | 4:26  |
| 8.                                 | I Wrote This Song                   | M. Arnold, C. Shack, K. Karlin, S. Crawford, D. Sharpe, Shuggie Otis  | 3:48  |
| 9.                                 | Ain’t Gonna Cry No More             | M. Arnold, Fred Jerkins III, LaShawn Daniels                          | 4:10  |
| 10.                                | Go to Bed Mad (feat. Tyrese)        | A. Macon, R. Bowser, Andre Deyo                                       | 4:37  |
| 11.                                | Hurts the Most                      | C. Shack, Peter Biker, S. Crawford                                    | 4:44  |
| 12.                                | That’s My Man                       | M. Arnold, Jazze Pha, Johnta Austin                                   | 4:34  |
| 13.                                | Outro (feat. Busta Rhymes)          | M. Elliott                                                            | 4:20  |
| Japán kiadás                       |                                     |                                                                       |       |
| 14.                                | All Eyez on Me                      | M. Arnold, L. Daniels, Quincy Jones, James Ingram                     | 3:32  |
| Korlátozott példányszám, bónusz CD |                                     |                                                                       |       |
| 1.                                 | Too Hood (feat. Jermaine Dupri)     | M. Arnold, J. Dupri, H. Lilly                                         | 3:55  |
| 2.                                 | Down 4 Whatever                     | M. Arnold, L. Daniels                                                 | 4:47  |
| 3.                                 | What Part of the Game (feat. Mia X) | M. Arnold, Jasper Cameron, Mia Young, Raymond Pool Percy, Chad Butler | 4:43  |
| 4.                                 | Searchin’                           | M. Arnold, H. Lilly                                                   | 4:38  |
| 5.                                 | So Gone (videóklip)                 |                                                                       | 3:45  |

- A Get It Off felhasznál egy részletet Strafe Set It Off című számából (1984).
- A So Gone felhasznál egy részletet a The Whispers Are You Number One című számából (1976).
- A Knock Knock felhasznál egy részletet a The Masqueraders It’s a Terrible Thing to Waste Your Love című számából (1976)
- Az I Wrote This Song felhasznál egy részletet Shuggie Otis Aht Uh Mi Hed című számából (1970)
- Az All Eyez on Me felhasznál egy részletet Michael Jackson P.Y.T. (Pretty Young Thing) című számából (1982).
- A What Part of the Game felhasznál egy részletet Pimp C Break ‘Em off Somethin’ című számából (1996).

Kiadatlan dalok
- Ain’t Gonna Work (írta Soulhock & Karlin, Andrea Martin)[7]
- Best Friend (producere Missy Elliott)[3]
- Girl, Please[8]
- I Love Your … (írta Rashan Grooms)[9]

## Kislemezek
- So Gone (2003. április 8.)
- Knock Knock/Get It Off (2003. szeptember)
- U Should’ve Known Better (2004. május 4.)

## Helyezések
| Slágerlista (2003)         | Adatszolgáltató        | Legfelső helyezés | Minősítés  |
| -------------------------- | ---------------------- | ----------------- | ---------- |
| Kanadai albumslágerlista   | CRIA/Nielsen SoundScan | 6                 |            |
| USA Billboard 200          | Billboard              | 1                 | Atanylemez |
| USA Top R&B/Hip-Hop Albums | Billboard              | 2                 | Atanylemez |